# Erik Friberg
Erik Friberg (* 10. Februar 1986 in Lindome) ist ein ehemaliger schwedischer Fußballspieler.

## Karriere

### Verein
Friberg begann seine Karriere bei Västra Frölunda IF, im Januar 2007 wechselte er zu BK Häcken. Sein UEFA-Europa-League-Debüt hatte er in der ersten Qualifikationsrunde am 2. August 2007 beim 1:0-Sieg gegen KR Reykjavík. In den beiden Spielen der 1. Runde gegen Spartak Moskau kam er insgesamt 20 Minuten zum Einsatz.
Ab dem Jahr 2011 lief Friberg für den US-amerikanischen Erstligisten Seattle Sounders FC auf, erstmalig im Eröffnungsspiel der Saison 2011 gegen Los Angeles Galaxy.
2012 wechselte er zu Malmö FF und unterschrieb dort einen Vertrag bis zum Saisonende 2014.
Ende Januar 2014 folgte der Wechsel zum FC Bologna.
Nach gerade einmal sieben Einsätzen verließ Friberg Italien in Richtung Dänemark und wechselte zum Esbjerg fB.
2015 wechselte Friberg zurück in die Major League Soccer zum Seattle Sounders FC.
Im Jahr 2017 zog es ihn zurück in sein Heimatland zum BK Häcken. Hier beendete er 2022 seine Karriere als Fußballprofi.

### Nationalmannschaft
Friberg wurde für das Trainingscamp der schwedischen Nationalmannschaft im Januar 2012 eingeladen, nachdem seine Team-Mitglieder von Malmö Mathias Ranégie und Ivo Pękalski aus dem Kader gestrichen worden waren. Sein Debüt für Schweden gab er bei einem Testspiel gegen Bahrain am 18. Januar 2012, das 2:0 gewonnen wurde.

### Privates
Erik Friberg ist ein Cousin des schwedischen E-Sportlers Adam Friberg.

## Erfolge
Seattle Sounders
- Lamar Hunt U.S. Open Cup: 2011
- MLS Cup: 2015

Malmö FF
- Schwedischer Meister: 2013

BK Häcken
- Schwedischer Meister: 2022